# Квинт Фульвий Гиллон Биттий Прокул
Квинт Фу́львий Гилло́н Би́ттий Проку́л (лат. Quintus Fulvius Gillo Bittius Proculus; умер в 119 году) — древнеримский политический деятель из знатного плебейского рода Фульвиев Гиллонов, консул-суффект 99 года.

## Биография
По рождению Прокул принадлежал к неименитому плебейскому роду Биттиев, а его приёмным отцом был консул-суффект 76 года Марк Фульвий Гиллон.
В 96/97 году Прокул совместно с неким Публием Цертом был префектом Сатурнова эрария (казна). В 99 году он занимал должность консула-суффекта. Гиллон также состоял в коллегии арвальских братьев, а в 115/116 году исполнял обязанности проконсула Азии. Кроме того, известно, что в 119 году Биттий скончался.